# Impatto dal cielo
Impatto dal cielo (Impact), conosciuta anche con il titolo Impact! - Il tempo sta per scadere, è una miniserie televisiva del 2009 diretta da Mike Rohl.
Il film, una produzione tedesca, canadese e statunitense, fu trasmesso in televisione in Canada in prima visione in due episodi il 14 e il 15 febbraio 2009 sulla rete Super Channel. In Italia fu trasmesso su Canale 5 il 1º settembre 2009.

## Trama
Nordamerica. Il cielo della notte del 10 agosto si illumina di scie lasciate da quella che viene considerata la più grande pioggia di meteoriti degli ultimi diecimila anni; dopo diverse ore, un enorme asteroide colpisce la Luna, spargendone alcuni frammenti in direzione verso la Terra. 
Nonostante i piccoli impatti vengono scongiurati i pericoli per la Terra, ma dopo alcuni fenomeni insoliti come l'interruzione delle linee telefoniche e lo squilibrio delle maree, il presidente degli Stati Uniti spedisce un team di scienziati a indagare.
Dopo svariate ricerche, si scopre che l'asteroide che ha colpito la Luna è un frammento di nana nera, ciò spiegherebbe il progressivo "fluttuare" di persone e cose, dovuto all'aumento di massa (e a sua volta di forza di gravità) della Luna, e ne ha inoltre modificato la sua orbita da circolare a ellittica eccentrica, fino a concludere che impatterà sulla Terra nei prossimi 39 giorni. Un gruppo di astronauti parte per la Luna ad ampliare la teoria che, se ne venisse estratta la nana nera con armi nucleari la Luna potrebbe ritornare su un'orbita regolare senza pericolo d'impatto. 
Dopo svariati fallimenti teorici e pratici la missione avrà successo solo dopo alcuni sacrifici dell'equipaggio.

## Produzione
Il film fu prodotto da Impact Films, ProSieben Television, Tandem Communications e diretto da Mike Rohl, girato a Berlino in Germania e a Victoria in Canada con un budget stimato in 14 milioni di dollari.